# Stroiești (okręg Suczawa)
Stroiești – wieś w Rumunii, w okręgu Suczawa, w gminie Stroiești. W 2011 roku liczyła 2414 mieszkańców. 